# マーク・ブラム
マーク・ブラム (英語:Mark Blum、1950年5月14日 – 2020年3月25日) は、アメリカ合衆国の俳優。映画『マドンナのスーザンを探して』にゲイリー・グラス役で出演。
晩年は、Amazonプライム・ビデオシリーズの『Mozart in the Jungle』に出演していた。

## 出演
「クロコダイルダンディー」、「クロコダイルダンディー2」、「マドンナのスーザンを探して」(1985年)、
「プレシディオの男たち」(1988年)、「ニュースの天才」(2003年)など

## 死去
2020年3月29日、新型コロナウイルスによる肺炎のため、入院先のニューヨークプレスビテリアン病院で死去した。69歳没。